# Venus fra Urbino
Venus fra Urbino er et oliemaleri fra 1538 af den italienske renæssancekunstner Tizian. Maleriet er udstillet på Galleria degli Uffizi i Firenze.

## Motiv
Venus af Ubino forestiller en nøgen henslængt kvinde tilbagelænet på en sofa i luksuriøse omgiver. Kvinden bliver typisk identificeret med den klassiske verdens kærlighedsgudinde Venus. Tizians Venus er inspireret af Giorgiones Sovende Venus (c.1510) – hvilke maleri Tizian også færdiggjorde. Omen modsat Giorgiones Venus, som er sovende og i udendørs omgivelser, så er Tizians Venus indenfor og med et vågent og interesseret blik iagttager beskueren – to elementer, der begge er med til at eksplicitere hendes sensualitet. Tizians Venus har ligeledes få af den slags klassiske allegoriske symboler som hun traditionelt var udstyret med i datidens malerier, hvorved der ikke fjernes fokus fra billedets og hendes direkte erotiske overtoner. Venus direkte og ublufærdige udtryk og blik tilbage mod beskueren er ligeledes bemærkelsesværdigt for den naturlige og ubekymret tilgang hun har til sin egen nøgenhed. I hendes højre hånd holder hun en bouquet roser, mens den venstre er tilfældigt henslængt så den dækker hendes vulva – sigende placeret som centrum i billets komposition. I baggrunden ligger en lille hun hund, ofte en symbol på enten troskab eller seksuel tøjlesløshed – at hunden er sovende antyder det sidste. Længere tilbage i baggrunden er to tjenestepiger, tilsyneladende på udkig efter Venus tøj i en kiste.
Tizian opstiller som skærende kontrast de lang lige og kantede former på rummets arkitektur, med de bløde kurvede kvindelige former. Skærmen bag Venus gennemskærer og halvere billede i to lige dele, der igen bliver samlet i Venus tværgående krop og brug af farver og mønstre på kister og gobeliner, mm.

## Baggrund
Maleriet blev bestilt af Guidobaldo II. della Rovere, hertug af Urbino, muligvis for at fejre sit bryllup i 1534. Det ville oprindeligt have været brugt som dekoration af en cassone, en kiste som var en traditionel italiensk bryllupsgave. Angiveligt skulle den erotiske Venus have fungeret som en belærende forbillede for, Giulia Varano, hertugens ganske unge brud.
Mark Twain beskrev notorisk i 1880 billede i sin rejsebeskrivelse A Tramp Abroad
| „ | Det mest beskidte, nedrige, obskøne maleri verden besidder. | “ |

Videre forklarede han at det ikke så meget var det at hun var nøgen, som det var placeringen af hendes hånd og hvad hun gjorde med den, den var gal med.
Venus af Urbino inspirerede senere Édouard Manet til i 1863 at producere maleriet Olympia, med et lignende motiv.
- Giorgiones Sovende Venus, c.1510
- Édouard Manets Olympia, 1863